# Списак сајбер-криминалаца
Осуђени сајбер криминалци су људи који су ухваћени и осуђени за сајбер криминал као што су упади у рачунаре или рачунарске мреже. Сајбер криминал се може широко дефинисати као криминална активност која укључује информације о технолошкој инфраструктури, укључујући незаконит приступ (неовлашћени приступ), нелегално пресретање (по техничким средствима не-јавних преноса компјутерских података у, из или у оквиру рачунарског система), сметње података (неовлашћено оштећење, брисање, квар, измена или прикривање рачунарских података), систем сметње (ометање функционисања рачунарског система уношењем, преносом, оштећењем, брисањем, погоршањем, мењањем или сузбијањем компјутерских података), злоупотребе средстава, фалсификовања (или крађа идентитета) и електронска превара.
У зачетку хакерске подкултуре и рачунарског подземља, кривичне осуде биле су ретке, јер је било неформалног етичког кодекса који је праћен етичким хаковањем. Заговорници хаковања су тврде да су мотивисани уметничким и политичким циљевима, али су често забринути због употребе кривичних средстава за њихово постизање. Етичко хаковање подразумева пробијање поред безбедности рачунара из незлонамерних разлога и не чини штету, личи на проваљивање у кућу и гледање около. Они уживају у учењу и раду са рачунарским системима, а овим искуством стекли су дубље разумевање електронске заштите. Као што је компјутерска индустрија сазрела, особе са лошим намерама (хакери) ће се појавити да искористе компјутерске системе за личну добит.
Осуђивање сајбер криминала, или хаковања, почело је још 1983. године са случајем The 414s са 414 кодом подручја у Милвокију. У том случају, шест тинејџера је провалило у високо профилисане компјутерске системе, укључујући Лос Аламос Националну лабораторију, Слоан-Кетеринг центар и Безбедносну Пацифик банку. 1. маја 1983, један од 414s, Гералд Вондра, осуђен је на две године условно.
Године 2006, затворска казна од скоро пет година је изречена у Џенсон Џејмс Анчети, који је створио стотине зомби рачунара да обављају своје наредбе преко џиновских ботовских мрежа или ботнета. Он је затим продао бот мреже понуђачу који је дао највишу понуду који их је заузврат користио за DoS нападе.
Од 2012. године, најдужа казна за сајбер криминал је изречена Алберту Гонзалезу на 20 година.
Следеће најдуже казне су оне од 13 година за Мекс Батлера, 108 месеци за Брајана Салцеда 2004. и потврђена 2006. године од стране 4. Окружног Апелационог суда у САД, и 68 месеци Кевину Митнику 1999. године.

## Сајбер криминалци
| Име                 | Руковање        | Националност         | Осуда (е) | Издржавање затворске казне датум (и) | Казна |
| ------------------- | --------------- | -------------------- | --- | ------------------------------------ | --- |
| Марк Абен           | Phiber Optik    | САД                  | Прекршајна крађа сервиса за превару бесплатног позива на број 900 Једна тачка за сајбер преступе и по једна тачка за рачунарске завере | 1991 1993                            | 35 сати друштвено корисног рада Годину дана затвора |
| Џенсон Џејмс Анчета | Gobo            | САД                  | Изјаснио се кривим за 4 федералне оптужбе за кршење Кода САД секције 1030, превара везаних за активности у вези с компјутерима, конкретно подсекције (a) (5) (A) (i), 1030 (a) (5) (B) (i) и 1030(b) | 8. мај 2006.                         | 57 месеци затвора, конфисковање 1993 BMW и више од 58,000 америчких долара Повраћај од 15,000 америчких долара САД федералној влади за инфицирање војних компјутера |
| Џулијан Асанж       | Mendax / profff | Аустралија           | 31 оптужба за хаковање и сродне оптужбе. Изјаснио се кривим по 25 оптужби, преосталих 6 су одбачене. | 5. децембар 1996.                    | Забележена пресуда по свим тачкама, за репарацију плаћање A$2,100 АНУ (плаћа се у ратама 3 месеца) и А$5,000 јемства за добро понашање.                             |
| Маркус Биндер       | Murf            | Аустралија           | Радио је са Ripmax и такође је ухапшен. Оптужен је за 34 оптужбе за телекомуникационе преваре (phreaking). | 1. мај 1992.                         | Служио три године и јемчио 10,000 америчких долара за добро понашање, 150 сати друштвено корисног рада и новчана казна од $2000                                     |
| Адам Ботбил         | —               | САД                  | Завера за украдене бројеве са кредитних картица од Lowe ланца продавница за побољшање куће | 16. децембар 2004.                   | 2 године и 2 месеца затвора, праћених надгледаним пуштањем на слободу                                                                                               |
| Мајкл Калс          | MafiaBoy        | Канада               | Изјаснио се кривим по 56 оптужби за "несташлуке са подацима" | 12. септембар 2001.                  | Осам месеци "отвореног притвора", од стране Омладинског суда у Монтреалу, годину дана условне казне, ограничена употреба Интернета и мала новчана казна             |
| Чед Дејвис          | Mindphasr       | САД                  | Намерно хаковање заштићеног компјутера и наношење штете | 1. март 2000.                        | Шест месеци затвора, US$8,054 реституције и три године условно |
| Нешон Ивен Чејм     | Phoenix         | Аустралија           | 15 пријава, укључујући упад на рачунарску мрежу Универзитета у Тексасу, мењање података NASA и крађа ZARDOZ фајла | 1993                                 | Једногодишња условна казна: A$1,000 јемства за добро понашање и друштвено корисни рад од 500 сати                                                                   |
| Рафаел Греј         | Curador         | Уједињено Краљевство | Изјаснио се кривим за крађу и хаковање дела која спадају у Закон о злоупотреби рачунара и 6 оптужби за намерно приступање сајтовима који садрже податке о кредитним картицама и коришћење ових информација за финансијску добит | 6. јул 2001.                         | Три године психијатријског лечења након достављања доказа да болује од менталног стања којем је потребно лечење, а не затворска казне                               |
| Размус Фризенхолт   | Red Phibes      | Шведска              | 2 оптужбе власти у вези хаковања и кршења шведског закона приватне безбедности, 1 одговорност за крађе идентитета по ИД-безбедности. Изјаснио се кривим по свим тачкама оптужнице у складу са тим. | 13. октобар 2012.                    | 80 сати друштвено корисног рада 320 сати подршке влади, одељењу безбедности и заштите идентитета                                                                    |
| Џером Хекенкап      | MagicFX         | САД                  | Признао је хаковање и изјаснио се кривим за 2 кривична дела у 2004. години. | 2004                                 | Осуђен на друштвено корисни рад након што је провео 7 месеци у затвору.                                                                                             |
| Џонатан Џејмс       | c0mrade         | САД                  | 2 тачке оптужнице за малолетничке деликвенције | 21. септембар 2000.                  | Шест месеци затворске казне и условна казна до осамнаесте године |
| Џејмс Џефри         | Pablo Escobar   | Уједињено Краљевство | Упао у Саветодавну службу трудноће Велике Британије, и украо податке о пацијентима и оскрнавио веб страницу. Признао је кривицу за 2 тачке компјутерске злоупотребе. | 13. април 2012.                      | 32 месеца затвора |
| Ричард Џоунс        | Electron        | Аустралија           | Упад на рачунарску мрежу Универзитета у Тексасу и крађа ZARDOZ фајла | 1993                                 | Годину и шест месеци условне казне, 300 сати друштвено корисног рада и психијатријска процена и лечење                                                              |
| Семи Камкар         | samy            | САД                  | Изјаснио се кривим за кршење Кода Калифорније 502(c)(8) за стварање "Samy is my hero" XSS worm који се ширио кроз сајт друштвене мреже MySpace | 2007                                 | Три године формално условне казне, 90 дана друштвено корисног рада, реституција плаћена MySpace, ограничење коришћења рачунара                                      |
| Николас Најт        | logic           | САД                  | Изјаснио се кривим по једној тачки оптужнице за "Неовлашћени акт са намером да поквари дејство или спречавање / отежавање приступа рачунару". Бивши члан Team Digi7al. Крив за хаковање Морнарице САД, Националне просторно-обавештајне агенције, Министарства одбране, Конгресне библиотеке, и безброј других владиних / образовних институције. | 21. новембар 2014.                   | 2 године затвора |
| Камерун Лакруа      | cam0            | САД                  | Изјаснио се кривим за хаковање мобилног телефона познате Парис Хилтон и учествовање у нападу на прикупљање података фирме LexisNexis групе који је изложио личне податке од више од 300.000 потрошача | 13. септембар 2005.                  | 11 месеци у поправном дому за младе у Масачусетсу |
| Адриан Ламо         | —               | САД                  | Једна тачка оптужбе за компјутерске злочине противМајкрософта, LexisNexis и Њујорк Тајмса | 15. јул 2004.                        | Шест месеци притвора у кући својих родитеља, плус две године условно и грубо 65,000 америчких долара реституције                                                    |
| Луис Мартин         | sl1nk           | Уједињено Краљевство | Изјаснио се кривим по пет тачака оптужнице за "недозвољене радње са намером да ометају рад или спрече / ометају приступ компјутеру", 2 "неовлашћена приступа компјутеру са намером да почини друга кривична дела", 1 "неовлашћени приступ компјутеру са намером да почини друга дела ", и 1 "неовлашћени приступ компјутерским материјалима ". Хаковани атентат на сајт полиције Кента, Универзитета Кембриџ и Универзитета Оксфорд. Бивши члан NullCrew и рекао је да су продрли у сервере Министарства одбране (DoD), Пентагона, NASA, NSA, и других државних сајтова у Великој Британији. | 16. мај 2013.                        | 2 године затвора |
| Кевин Митник        | Condor          | САД                  | Четири тачке за преваре преко жице, две тачке за сајбер преваре и по једна тачка за незаконито пресретање комуникације преко жице | 9. август 1999.                      | 46 месеци у федералном затвору и 4,125 америчких долара реституције                                                                                                 |
| Денис Моран         | Coolio          | САД                  | Прекршајне пријаве за хаковање | 9. март 2001.                        | 9 месеци затвора и 5,000 америчких долара реституције сваком оштећеном                                                                                              |
| Роберт Тапан Морис  | rtm             | САД                  | Намерно приступање савезним каматним рачунарима без дозволе чиме се спречава одобрен приступ и узрокује губитак већи од US$1,000 | 16. мај 1990.                        | Три године условно и 400 сати друштвено корисног рада, на начин утврђен условним отпустом канцеларије за затворске казне и одобрењем од стране суда                 |
| Џефри Ли Парсон     | T33kid          | САД                  | Изјаснио се кривим 11. августа 2004. године у једној тачки за намерно наношење или покушај да се изазове оштећење на заштићеном рачунару преко своје верзије Blaster computer worm | 28. јануар 2005.                     | 18 месеци затвора и 100 сати друштвено корисног рада |
| Крис Пајл           | The Black Baron | Уједињено Краљевство | Писање и дистрибуција компјутерских вируса | 1995                                 | 18 месеци затвора |
| Кевин Пулсен        | Kevin Poulsen   | САД                  | Изјаснио се кривим по седам тачака за пошту, жице и сајбер преваре, прање новца и ометање правде | 1. јун 1994.                         | 51 месец затвора и плаћање 56,000 америчких долара реституције |
| Леонард Роуз        | Terminus        | САД                  | Незаконите употребе власничког софтвера (UNIX 3.2 code) owned by AT&T и 2 тачке за сајбер преваре и три тачке међудржавног превоза украдене имовине. | 12. јун 1991.                        | Годину дана затвора |
| Дејвид Л. Смит      | Kwyjibo         | САД                  | Изјаснио се кривим за свесно ширење једног рачунарског вируса, вирус Мелиса, са намером да се нанесе штета | 1. мај 2002.                         | 20 месеци федералног затвора, US$5,000 казне и 100 сати друштвено корисног рада након пуштања на слободу                                                            |
| Ехуд Тененбаум      | Analyzer        | Израел               | Признао да је крековао америчке и израелске компјутере, а изјаснио се кривим за заверу, погрешне инфилтрације компјутерског материјала, прекида употребе рачунара и уништавање доказа | 15. јун 2001.                        | Шест месеци друштвено корисног рада, годину дана условно, две године затвора условно и казна од US$18,000                                                           |
| Симон Валор         | Gobo            | Уједињено Краљевство | Писање и дистрибуција три компјутерска вируса | 21. јануар 2003.                     | 2 године затвора |
| Симон Вилијамсон    | Ripmax          | Аустралија           | Ухапшен је 1992. године, 38 оптужби за телекомуникационе преваре (Phreaking). | 1. мај 1992.                         | Одслужио 10,000 америчких долара јемства за добро понашање, и платио је 2000, америчких долара 150 сати друштвено корисног рада                                     |
| Јан де Вит          | OnTheFly        | Холандија            | Ширење података у рачунарске мреже са намером да се проузрокује штета као творац вируса Ана Курњикова | 27. септембар 2001.                  | 150 сати друштвено корисног рада |
| Гералд Вондра       | The 414s        | САД                  | Неовлашћен приступ рачунарима у Слоан-Кетеринг центру у Њујорку и Лос Анђелесу банке и две тачке за "узнемиравање телефонских позива" | 1. мај 1983.                         | 2 године условно |
| Непознато           | Trax            | Аустралија           | 6 тачака за хаковање и Phreaking. Изјаснио се кривим по свим тачкама оптужнице. | 20. септембар 1995.                  | (По историји менталних болести) није забележена ниједна пресуда и A$500 јемства за 3 године доброг понашања                                                         |